# Elicitador
São denominados elicitores (ou também indutores) os compostos orgânicos produzidos pelas plantas como defesa contra predadores ou infecções.
Um exemplo de reação de defesa é a síntese de fitoalexinas.
Os elicitadores podem ser de natureza endógena ou exógena. Os elicitadores endogenos agem como um sinalizador entre as células (um efeito hormonal). Os elicitadores exógenos são substâncias secretadas por outros organismos e reconhecidos pelas plantas. 

- É reconhecido o efeito elicitador endógeno das seguintes substâncias:

- - Ácido jasmônico[4], ácido salicílico e sistemina, moléculas endógenas de sinalização.
  - Oligossacarídeos e proteínas de membrana, gerados pela dissolução da parede celular de determinados fungos.

- Alguns exemplos de elicitadores são:

- - Esterois de fungos.
  - Volicitina da saliva de alguns predadores.